# Odiel Van Den Meersschaut
Odiel Van Den Meersschaut (Melsen, Merelbeke, 25 de desembre de 1919 - Gant, 16 de març de 1993) va ser un ciclista belga que va competir entre 1938 i 1952.
Va combinar el ciclisme en carretera amb la pista i el ciclocross. El 1940 es proclamà Campió de Bèlgica en ruta.

## Palmarès principal en ruta
- 1938
  - Vencedor d'una etapa a la Volta a Bèlgica amateur
  - 2n al Campionat de Flandes
- 1940
  -  Campió de Bèlgica en ruta
- 1941
  - 1r al Gran Premi del 1r de maig - Premi d'honor Vic de Bruyne
  - 3r al Tour de Flandes
  - 2n a la Grote Scheldeprijs
- 1942
  - 1r a De Drie Zustersteden
- 1944
  - 1r a De Drie Zustersteden
- 1947
  - 3r al Nokere Koerse
- 1949
  - 3r al Gran Premi de la vila de Zottegem

## Palmarès en pista
- 1950
  - 1r als Sis dies de Múnic (amb Camile Dekuysscher)